# 白狼匪
白狼匪（はくろうひ）または白狼軍（はくろうぐん）は、1912年（民国元年）から1914年（民国3年）にかけて興った匪賊集団である。名前は首領である白狼（白朗）にちなんだ。
父が匪賊である白狼は、幼時から匪賊となったが、一時2年余、軍隊にいた。民国革命で中国全土が乱れると、河南で土匪軍を編成し、南陽をやぶった。
民国2年に衆3000をひきいて武勝関にせまり、帰って河南省の各県城を屠り、東行して安徽省に侵入し、土匪を併せて総勢1万。
北京政府は湖北督軍段芝貴を討伐軍総司令とし、安徽の張勲に出動を命じ、官軍5万は、当時15000といわれた匪軍を商城で破った。しかし匪軍主力は湖北に入り、河南をへて陝西に入って西安に殺到した。沿道の失業者、土匪、第二革命の敗兵などがこれに投じ、総勢3万と号された。北京政府の袁世凱の野望を打ち砕こうとする南方派もこれに通じ、政治上も重大な形成となり、扶漢排袁の旗幟があがり、各地でもこれに応じた。
北京政府は狼狽し、大軍を動員し、民国3年、ようやくこれを壊滅し、首領である白狼は傷ついて死亡した。その行程は3600マイル、5省におよび、政府は討伐費2000万両、兵5万をうごかした。